# Клыповщина (платформа)
Клы́повщина (бел. Клы́паўшчына) — пассажирский железнодорожный остановочный пункт Минского отделения Белорусской железной дороги, расположенная на линии Минск — Барановичи в Дзержинском районе Минской области. Железнодорожная платформа находится между станцией Негорелое и остановочным пунктом Дзержинск, рядом с рекой Перетуть.

## История
Железнодорожная платформа была открыта приблизительно в 1960-е годы, для жителей деревни Клыповщина и дачников прилегающих к деревни садоводческих товариществ. Железная дорога была здесь построена ещё в 1871 году. В 1975 году остановочный пункт был электрифицирован переменным током (~25 кВ) в составе участка Минск—Столбцы.
На период до 2023 года планируются работы по капитальному ремонту и модернизации, для дальнейшей организации перевозок пассажиров поездами городских линий между городом Минском и Дзержинском (оборот поездов на станции Негорелое).

## Устройство станции
Железнодорожный остановочный пункт имеет две боковые низкие платформы. Переход железнодорожного полотна осуществляется по настилу на путях. Помимо этого на платформе в направлении Минска имеется пассажирский павильон, в котором также расположена билетная касса, работающая с 6 утра до 22 часов вечера ежедневно.
На платформе ежедневно останавливаются 7 пар пассажирских электропоездов на Барановичи, 6 пар до станции Столбцы, несколько пар поездов до Городеи. Время пути до Минска составляет от 50 минут до 1 часа.
Остановочный пункт расположен рядом с магистралью М1 (в 1,5 километрах), имеются выходы к деревням Клыповщина, Вишнёвка, Микуличи и Безодница, а также к садоводческим товариществам «Берёзовка», «Лазурное», «Протон», «Мичуринец-87» и «Электроника».